# La Demoiselle à la mule
La Demoiselle à la mule (appelé aussi parfois La Mule sans frein) est un roman en vers, assez court (1136 octosyllabes), écrit entre environ 1190 et 1210, qui met en scène les légendes arthuriennes et notamment le personnage de Gauvain qui en est le héros.

## Auteur et intrigue
L'auteur se nomme dans le prologue : Païen de Maisières, mais on ne sait rien de lui ; c'est la seule occurrence connue de ce nom. Il s'agit d'un possible antonyme de Chrétien de Troyes. Nombre de situations des romans de ce dernier figurent ainsi dans celui-ci, qui se présentait peut-être comme une semi-parodie de ces romans à la mode. Un passage est d'ailleurs peut-être dirigé contre l'écrivain champenois : « À la vue du vilain [le géant qui garde le Château Tournoyant], Gauvain est frappé d’étonnement : il ressemble à un Maure de Mauritanie ou à l’un de ces vilains de Champagne que le soleil a tout tannés. »
Une demoiselle se présente à la cour du roi Arthur, montée sur une mule qui a perdu son frein (le mors qui permet au cavalier de contrôler la vitesse et la direction de sa monture) ; elle vient demander de l'aide pour qu'un chevalier lui rapporte ce frein et qu'elle retrouve la joie. Keu se propose, mais revient bredouille ; Gauvain se charge alors de tenter la quête et, au prix de diverses prouesses et aventures, s'empare du frein qui était gardé par la sœur de la demoiselle dans le Château Tournoyant, en brisant le maléfice jeté sur ce château.
Le texte est conservé dans un seul manuscrit, qui date de la fin du XIIIe siècle, dans les collections de la Bibliothèque de la Bourgeoisie de Berne (cote 354, f. 26-36) depuis 1628.

### Éditions
- La damoiselle a la mule (La mule sanz frain), conte en vers du cycle arthurien par Païen de Maisières, édition critique par Boleslas Orłowski, Paris, Champion, 1911, 224 p.Lire en ligne.
- La Mule sanz Frain, an Arthurian Romance by Paiens de Maisieres, édition critique de Raymond Thompson Hill, Ph. Baltimore, Yale University, 1911, 71 p.
- Two Old French Gauvain Romances: "Le chevalier à l'épée" and "La mule sans frein", édition critique par R. C. Johnston et D. D. R. Owen, Edinburgh, Scottish Academic Press, 1972, 155 p.

### Traductions en français moderne
- La Demoiselle à la mule, traduction de Romaine Wolf-Bonvin, dans La Légende arthurienne - le Graal et la Table Ronde, Paris, Robert Laffont, 1989, (collection Bouquins)  (ISBN 2-221-05259-5), p. 585-604.

### Études
- Raphael Levy, « La damoisele a la mure: étude textuelle », dans Medium Ævum, vol. 4, n° 3, 1935, p. 194-198 Aperçu en ligne.
- (es) Esperanza Bermejo Larrea, « La representación del locus horribilis en La Mule sans frein: repetitio y variatio », dans Regards sur le locus horribilis. Manifestations littéraires des espaces hostiles, Saragosse, Prensas de la Universidad de Zaragoza, 2012, p. 31-48.